# Drepanopodus
Drepanopodus là một chi bọ cánh cứng thuộc họ Scarabaeidae.
Chúng cũng chuẩn bị thức ăn cho ấu trùng của mình bằng cách đào một cái khoang dưới lòng đất và lấp đầy nó bằng những quả bóng có trứng đẻ trong đó. Ấu trùng đang phát triển ăn phân, hóa nhộng và cuối cùng trưởng thành. "Scarabaeus" cũng là một thuật ngữ hiện đã lỗi thời (OED 2) để chỉ một vật thể có hình dạng một con bọ hung trong nghệ thuật. Bọ hung là một dạng bùa hộ mệnh phổ biến ở Ai Cập cổ đại, và trong nghệ thuật Hy Lạp cổ đại, đá quý được chạm khắc thường được chạm khắc dưới dạng bọ hung trên phần còn lại của viên đá phía sau mặt phẳng chính, được dùng để niêm phong tài liệu.